# Estadio Nnamdi Azikiwe
Nnamdi Azikiwe Stadium es un estadio multipropósito en Enugu, Nigeria. En la actualidad se utiliza sobre todo para los partidos de fútbol y pertenece a los Rangers de Enugu. Lleva el nombre del primer presidente del país y tiene una capacidad de 22 000 personas.
El estadio fue utilizado para la Copa Mundial de Fútbol Sub-20 de 1999 y la Copa Mundial de Fútbol Sub-17 de 2009.
- Datos: Q763975